# Liste der Gedenktafeln in Berlin-Marienfelde
Die Liste der Gedenktafeln in Berlin-Marienfelde enthält die Namen, Standorte und, soweit bekannt, das Datum der Enthüllung von Gedenktafeln.
Die Liste ist nicht vollständig.

## Marienfelde
| Bild | Name                                  | Standort                 | Datum der Enthüllung |
| ---- | ------------------------------------- | ------------------------ | -------------------- |
|      | Berliner Mauer                        | Marienfelder Allee       |                      |
|      | Christoph-Manuel Bramböck             | Schichauweg              |                      |
|      | Dorfanger Marienfelde                 | Alt-Marienfelde          |                      |
|      | Dorfkirche Marienfelde                | Alt-Marienfelde          |                      |
|      | Eisenbahn-Geschwindigkeits-Weltrekord | Bahnstraße 6             |                      |
|      | Gut Marienfelde                       | Alt-Marienfelde 17       |                      |
|      | Heilandsweide                         | An der Heilandsweide 3   |                      |
|      | Moritz Jacobsohn                      | Belßstraße 1             |                      |
|      | Adolf Kiepert                         | Alt-Marienfelde 17–21    |                      |
|      | Kiepertplatz                          | Kiepertplatz             |                      |
|      | Kloster Vom guten Hirten              | Malteserstraße 171       |                      |
|      | Kloster Vom guten Hirten              | Malteserstraße 171       |                      |
|      | Kriegerdenkmal                        | Alt-Marienfelde 41       |                      |
|      | Friedhof Marienfelde                  | Marienfelder Allee 127   |                      |
|      | Bruno Möhring                         | Bruno-Möhring-Straße 14a |                      |
|      | Nasses Dreieck                        | Alt-Marienfelde 56       |                      |
|      | Notaufnahmelager                      | Marienfelder Allee 66    |                      |
|      | Notaufnahmelager, Koffer              | Marienfelder Allee 66    |                      |
|      | Persönlichkeiten                      | Hranitzkystraße 18       |                      |
|      | St. Alfons                            | Beyrodtstraße 4          |                      |